# Esther Gadelius
Esther Sidner Gadelius (Härnösand, 30 augustus 1866 – Älandsbro, 24 juli 1922) was een Zweeds mezzosopraan.
Esther Fredrika Sidner werd geboren binnen het gezin van muzikant Anders Sidner en Hedvig Krisntina Charlotta Norinder. Haar broer was Ludvig Sidner (Marien minister), en haar zuster Hedwig Sidner was een van de eerste vrouwelijke pedagogen in Zweden. Ze huwde zelf in 1897 de psychiater/professor Bror Gadelius (1862-1938).
Sidner kreeg muzikaal onderricht aan het Conservatorium van Stockholm van Julius Günther. Echter, de bedoeling was dat ze zich verder ging bekwamen op de piano. Vanaf 1887 begeleidde ze dan ook diverse andere artiesten zoals Agnes Janson en speelde ze samen met Franz Neruda. Haar zangdebuut vond plaats in 1890 tijdens een Franse avond in Stockholm. Daarna volgde al snel een concert in een concertzaal. Ze vervolgde haar zangstudie in Parijs bij Saint-Yves Bax (Jean Baptiste Alexandre Bax, 1829-1897) en Renée Richard. Ze maakte daar kennis met Jules Massenet. Hij werd haar muzikaal adviseur en ze zong de rol Mirjam in diens Marie Magdalaine. Ze maakte een aantal concertreizen met Alexandre Guilmant en deed daarbij Frankrijk, België, Nederland en het Verenigd Koninkrijk aan. In 1895 keerde ze terug naar Zweedse bodem en gaf daar ook enige concerten. Na haar huwelijk verdween ze van de podia. Ze werd in 1921 benoemd tot lid van de Kungliga Musikaliska Akademien.
Jules Massenet droeg zijn Départ uit 1893 aan haar op. Emil Sjögren deed hetzelfde met zijn Fortunius visa uit 1885 (til fur Esther Gadelius född Sidner).
Een concert
- 4 oktober 1890 zong Sidner tijdens een kamermuziekavond in de concertzaal van Brødrene Hals in Christiania. Ze werd door Martin Ursin begeleid in liederen van Benedetto Marcello, Johan Svendsen, Peter Heise en Edvard Grieg. Diezelfde avond speelde ook Agathe Backer Grøndahl.